# Josef Becker-Dillingen
Josef Becker-Dillingen, auch Joseph, (* 4. September 1891 in Dillingen an der Donau; † 6. Dezember 1983 in Donauwörth) war ein deutscher Land- und Gartenbauwissenschaftler.

## Lebensweg
Er studierte von 1911 bis 1914 Landwirtschaft an der Technischen Hochschule München und arbeitete bis 1930 als Saatzuchtleiter bei verschiedenen Institutionen in Österreich und in Sachsen. Von 1930 bis 1945 war er Leiter der Abteilung „Gartenbau und Sonderkulturen“ am Deutschen Kalisyndikat in Berlin und anschließend bis 1956 Direktor der Staatlichen Lehr- und Forschungsanstalt für Gartenbau in Weihenstephan. Die an ihn nach 1945 ergangenen Rufe, eine ordentliche Professur in Bonn bzw. in Berlin anzunehmen, lehnte er ab.

## Autor wegweisender Handbücher
Hohes Ansehen in der Fachwelt erwarb sich Becker-Dillingen als Autor umfangreicher Handbücher. Sein erfolgreichstes Buch, ein in sechs Auflagen erschienenes Handbuch über den Gemüsebau, galt jahrzehntelang als das maßgebende Standardwerk. Mit seinen Handbüchern über den Getreidebau, den Hackfrucht- und Handelspflanzenbau und den Hülsenfrucht- und Futterbau hat er ein mehrbändiges Standardwerk des Pflanzenbaus über die in Mitteleuropa angebauten landwirtschaftlichen Kulturpflanzen geschaffen, wie es in dieser Vollständigkeit bisher noch nie von einem Autor allein geschrieben worden war.
Auch mit seinen drei Handbüchern über die Ernährung der gärtnerischen Kulturpflanzen, der landwirtschaftlichen Kulturpflanzen und der Forstpflanzen hat Becker-Dillingen Nachschlagewerke geschaffen, die durch ihre Informationsfülle einen umfassenden Überblick über die Düngungspraxis in der ersten Hälfte des 20. Jahrhunderts vermitteln. Eine Vielzahl von Beiträgen veröffentlichte er in landwirtschaftlichen und gärtnerischen Fachzeitschriften, u. a. in den Landwirtschaftlichen Jahrbüchern, in der Deutschen Landwirtschaftlichen Presse und in der Gartenwelt.
Die Landwirtschaftlich-Gärtnerische Fakultät der Humboldt-Universität zu Berlin verlieh ihm 1954 die Würde eines Ehrendoktors. Teile des wissenschaftlichen Nachlasses von Becker-Dillingen befinden sich im Archiv der Universität Hohenheim.

## Hauptwerke
- Grundlagen und Technik der gärtnerischen Pflanzenzüchtung. Ein Handbuch auf wissenschaftlicher und praktischer Grundlage. Berlin 1922.
- Handbuch des gesamten Gemüsebaues einschließlich der Gewürz- und Heilpflanzen. Berlin 1924, 2. Aufl. 1929, 3. Aufl. 1938, 4. Aufl. 1943, 5. Aufl. 1950, 6. Aufl. 1956. Unterschiedliche Titelbezeichnungen bei den späteren Auflagen.
- Handbuch des Getreidebaues einschließlich Mais, Hirse und Buchweizen. Berlin 1927.
- Handbuch des Hackfruchtbaues und Futterbaues. Berlin 1928.
- Handbuch des Hülsenfruchterbaues und Futterbaues. Berlin 1929.
- Handbuch der Ernährung der gärtnerischen Kulturpflanzen einschließlich der Heil- und Gewürzpflanzen. Berlin 1933, 2. Aufl. 1937, 3. Aufl.1943.
- Handbuch der Ernährung der landwirtschaftlichen Nutzpflanzen. Berlin 1934.
- Quellen und Urkunden zur Geschichte des deutschen Bauern. Urzeit bis Ende der Karolingerzeit. Berlin 1935.
- Die Ernährung des Waldes. Handbuch der Forstdüngung. Berlin 1939.
- Leitfaden für den Gemüsesamenbau. Wiesbaden 1942, 2. Aufl. 1943, 3. Aufl. 1944, 4. Aufl. 1949.
- Die Ernährung des Wildes in der freien Wildbahn. Ein Handbuch und Ratgeber auf wissenschaftlich-praktischer Grundlage. Donauwörth 1945.
- Leitfaden für den Samenbau bei Freilandblumen. Stuttgart 1951 (= Grundlagen und Fortschritte im Garten- und Weinbau Bd. 88).